# Alphonse Aréola
Alphonse Francis Aréola (* 27. Februar 1993 in Paris) ist ein französischer Fußballtorwart mit philippinischen Vorfahren, der seit Ende Juli 2021 bei West Ham United unter Vertrag steht.

## Karriere

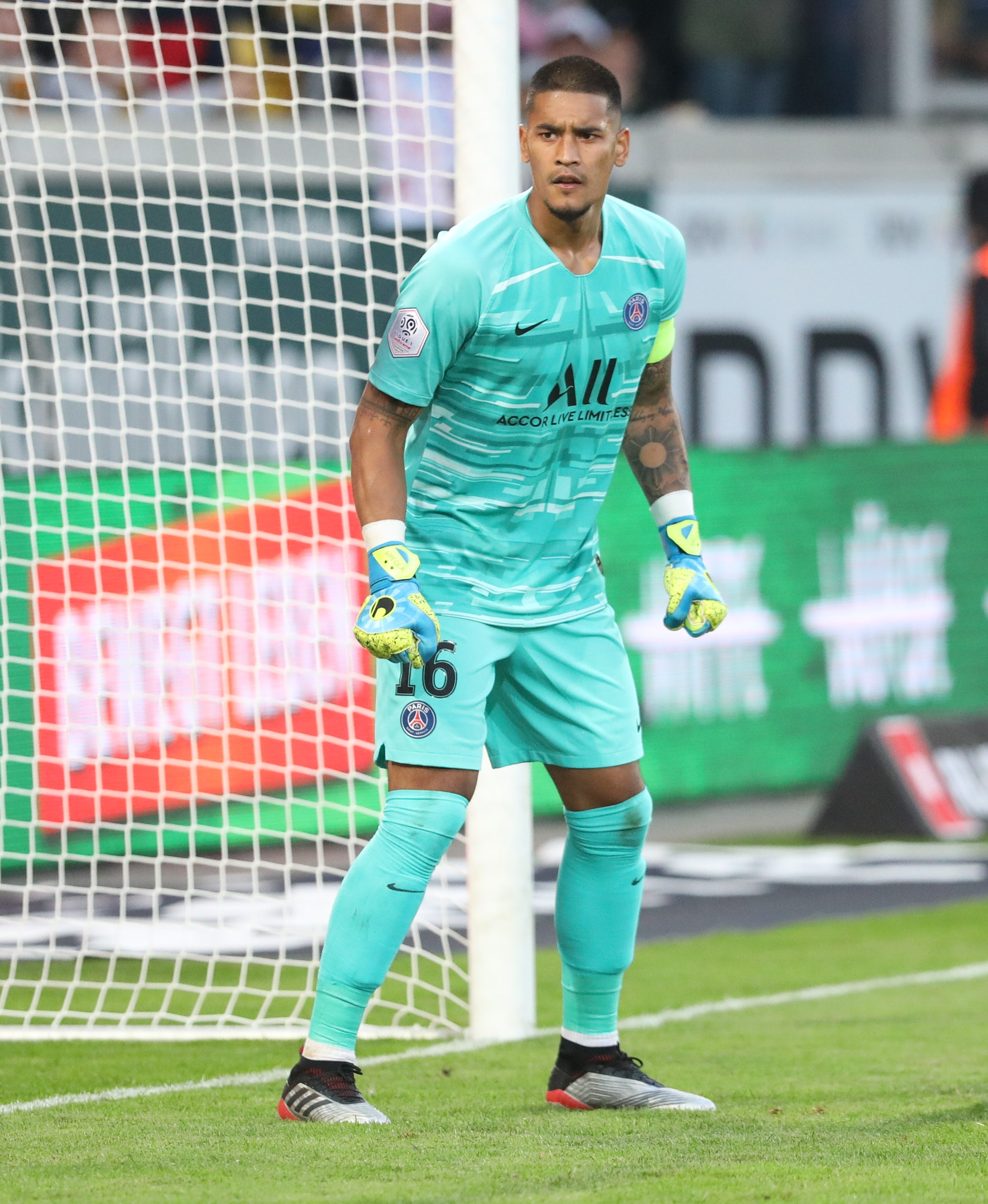
Alphonse Aréola im Trikot von Paris Saint-Germain (2019)

### Anfänge und Leihen
Aréola durchlief von 2008 bis 2009 das Leistungszentrum des französischen Fußballverbandes, das INF Clairefontaine. Im Jahr 2009 wechselte er zu Paris Saint-Germain.
In der Saison 2010/11 stand er erstmals im Profikader. Sein Debüt in der Ligue 1 gab er am 37. Spieltag der Saison 2012/13. Beim 3:1-Heimsieg gegen Stade Brest wurde er in der 47. Minute für Salvatore Sirigu eingewechselt. Paris gewann den Meistertitel in dieser Saison, somit ist Aréola auch Französischer Meister. In der darauffolgenden Spielzeit 2013/14 wurde er in die Ligue 2 zum RC Lens ausgeliehen. Dort wurde er Stammtorhüter und absolvierte 35 Ligaspiele. Am Ende belegte er mit RC Lens den zweiten Platz und stieg in die Ligue 1 auf.
Zur Saison 2014/15 wurde er an den Erstligisten SC Bastia ausgeliehen. Auch dort etablierte sich Aréola als Stammtorwart und absolvierte 35 Ligaspiele.
Zur Spielzeit 2015/16 wechselte Aréola für eine Saison in die spanische Primera División zum FC Villarreal. Er absolvierte 32 Ligaspiele. In der Europa League erhielt Mariano Barbosa in der Gruppenphase den Vorzug. In der K.-o.-Phase spielte Aréola beide Spiele des Sechzehntelfinals und absolvierte im Achtelfinale, Viertelfinale und Halbfinale, in dem man gegen den FC Liverpool ausschied, im Tausch mit Sergio Asenjo jeweils ein Spiel.

### Rückkehr zu PSG
Zur Saison 2016/17 kehrte Aréola nach Paris zurück. Unter dem Cheftrainer Unai Emery wechselte er sich mit Kevin Trapp im Tor ab. Während Aréola 15 Ligaspiele (14-mal von Beginn) absolvierte, stand Trapp 24-mal (alle in der Startelf) im PSG-Tor. In der Champions League kam Aréola in allen Gruppenspielen zum Einsatz, in den beiden Achtelfinalspielen gegen den FC Barcelona erhielt allerdings Trapp den Vorzug. Während PSG in der Liga hinter der AS Monaco den 2. Platz belegte, gewann der Verein den Pokal sowie den Ligapokal.
Zur Saison 2017/18 wurde Aréola endgültig zum Stammtorhüter erklärt. Er absolvierte 34 Liga- und 8 Champions-League-Spiele. Aréola wurde zum zweiten Mal in seiner Karriere französischer Meister und gewann zudem den französischen Pokal, Ligapokal und Supercup. Zur Saison 2018/19 wurde Thomas Tuchel neuer Cheftrainer. Während Trapp zu Eintracht Frankfurt zurückkehrte, wurde Gianluigi Buffon neu verpflichtet, mit dem sich Aréola wieder abwechselte. Aréola absolvierte 21 Liga- und 3 Champions-League-Spiele. Buffon hingegen 17 Liga- und 5 Champions-League-Spiele. PSG wurde erneut Meister und Supercup-Sieger.
Nach der Saison verließ Buffon den Verein wieder, woraufhin Aréola als Stammtorhüter in die ersten Spiele der Saison 2019/20 ging.

### Über Madrid nach London
Nachdem Aréola die ersten 3 Ligaspiele der neuen Saison absolviert hatte, wechselte er Anfang September 2019 bis zum Ende der Saison 2019/20 auf Leihbasis zu Real Madrid. Im Gegenzug wechselte Keylor Navas zu PSG. Unter dem Cheftrainer Zinédine Zidane war Aréola der Ersatz von Thibaut Courtois. Er absolvierte 4 Ligaspiele und wurde mit Real spanischer Meister sowie Supercup-Sieger. Nach dem Achtelfinalaus in der Champions League im August 2020 verließ er den Verein.
Wenige Tage vor dem 1. Spieltag der Saison 2020/21 wechselte Aréola in die Premier League zum FC Fulham. Er erhielt beim Aufsteiger zunächst einen Vertrag als Leihspieler über ein Jahr, nach dem eine Kaufoption besteht. Unter dem Cheftrainer Scott Parker verdrängte der Franzose ab dem 2. Spieltag Marek Rodák aus dem Tor. Aréola bestritt bis Saisonende 36 Ligaspiele, als der Klub den direkten Wiederabstieg hinnehmen musste. Von den Vereinsanhängern des FC Fulham wurde er im Mai 2021 zum „Spieler der Saison“ gewählt.
Zur Saison 2021/22 wechselte Aréola innerhalb Londons für ein Jahr auf Leihbasis zu West Ham United. Dort war er unter dem Cheftrainer David Moyes vor Darren Randolph der Ersatz von Łukasz Fabiański. Daher absolvierte er nur ein Premier-League-Spiel. Der Franzose kam jedoch in den weiteren Wettbewerben zum Einsatz. In der Europa League absolvierte er 11 Spiele, ehe man im Halbfinale am späteren Sieger Eintracht Frankfurt scheiterte. Hinzu kamen noch jeweils 3 Einsätze im FA Cup und EFL Cup. Zur Saison 2022/23 wurde Aréola fest verpflichtet und mit einem Vertrag bis zum 30. Juni 2027 ausgestattet.

### Nationalmannschaft
Aréola durchlief sämtliche U-Mannschaften der Fédération Française de Football. Mit der U19 erreichte er bei der U19-Europameisterschaft 2012 in Estland das Halbfinale. Im Jahr darauf konnte er in der Türkei bei der U20-Weltmeisterschaft 2013 den Titel feiern. Hier setzte sich das Team von Aréola gegen die U20 von Uruguay mit 4:1 nach Elfmeterschießen durch. 2018 wurde er als Teil des französischen Kaders Weltmeister. Sein erstes A-Länderspiel bestritt er am 6. September 2018 gegen Deutschland in der Nations League.

## Erfolge

### Nationalmannschaft
- Weltmeister: 2018 (ohne Einsatz)
- U20-Weltmeister: 2013

### Vereine
Frankreich
- Meister: 2013, 2018, 2019
- Pokalsieger: 2017, 2018
- Ligapokalsieger: 2017, 2018
- Supercupsieger: 2016, 2017, 2018, 2019
- Aufstieg in die Ligue 1: 2014

Spanien
- Meister: 2020
- Supercupsieger: 2020